# Islam en Nouvelle-Zélande

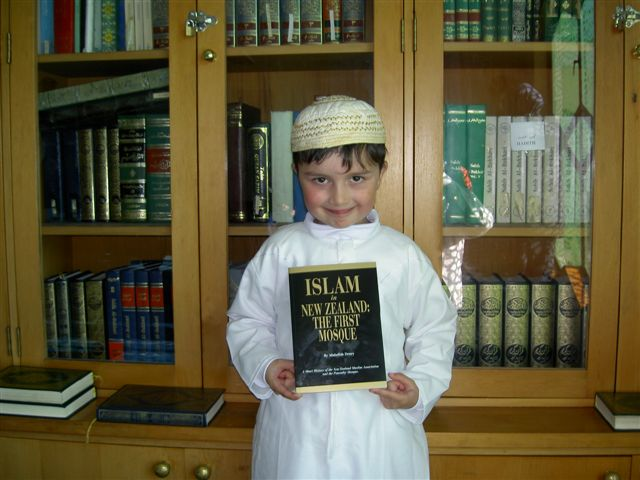
Jeune néo-zélandais musulman dans la mosquée de Canterbury, 2007

L'islam en Nouvelle-Zélande est relativement faible en dépit de l'émergence de nouvelles communautés religieuses de plus de 36 000 personnes. 
L'islam en Nouvelle-Zélande a commencé avec l'arrivée de musulmans chinois pour la ruée vers l'or dans les années 1870. Un petit nombre d'immigrés musulmans en provenance de l'Inde et l'Europe de l'Est se sont installés entre le début des années 1900 jusqu'aux années 1960. À grande échelle l'immigration musulmane a commencé dans les années 1990 avec l'arrivée d'immigrants et de réfugiés en provenance de divers pays déchirés par la guerre.[réf. nécessaire]
La première organisation musulmane, l'Association des musulmans de Nouvelle-Zélande, a été enregistrée en 1950. Le premier centre islamique a été créé en 1959 dans la ville d'Auckland. Le premier a été construit sur la mosquée de 1979 à 1980. 
La communauté musulmane s'est structurée à l'échelle nationale dans la Fédération des associations islamiques de Nouvelle-Zélande, a été enregistrée en 1979. Son premier président élu fut Mazhar Krasniqi, un Albanais originaire du Kosovo. En 2002, le gouvernement néo-zélandais a décoré Krasniqi d'une médaille de service Queens. 
Entre 1982 et 1999 Marhum Khalid Sheikh Hafiz a été le principal chef religieux. Hafiz est né et éduqué en Inde et en Arabie saoudite.